# John Daly (producteur)
Pour les articles homonymes, voir John Daly et Daly.
John Daly était un producteur britannique, né le 16 juillet 1937 à Londres et décédé le 31 octobre 2008 à Los Angeles.

## Biographie

### Ses débuts
John Daly naît en 1937 dans le South East London, un quartier de Londres durement touché par les bombardements durant la Seconde Guerre mondiale. En 1967, il forme avec l'acteur David Hemmings la société de production Hemdale Film Corporation (en) qui s'intéresse au show business. Dans les années 1970, Hemdale produit de nombreux artistes et groupes britanniques célèbres parmi lesquels Yes et Black Sabbath. La compagnie acquiert également les droits mondiaux pour la comédie musicale Oliver ! et produit Grease avec Richard Gere. Hemdale acquiert également une part importante dans une compagnie de télévision et obtient même ses propres studios de cinéma.

### Sa carrière cinématographique
Hemdale commence alors à produire, financer et distribuer ses propres longs-métrages et devient la plus grande compagnie de production indépendante britannique avec des films tels que Melody, Tommy (1975), The Triple Echo (1972) et Images (1972) de Robert Altman.
Hemdale lance la carrière d'acteurs tels que Keanu Reeves, Denzel Washington et Julia Roberts. Elle offre également leur première chance à des réalisateurs qui deviendront célèbres comme James Cameron (Terminator), Oliver Stone (Salvador, Platoon), Bernardo Bertolucci (Le Dernier Empereur), Mick Jackson (Bodyguard), Martin Campbell (GoldenEye, Le Masque de Zorro), Michael Apted (Nashville Lady), Robert Altman (Images), John Schlesinger (Le Jeu du faucon), sans oublier des réalisateurs moins célèbres tels que Ken Loach (Secret défense), Harold Becker (The Boost), Gillian Armstrong (High Tide), Tim Hunter (River's Edge) et James Foley (Comme un chien enragé).
Finalement, on doit à Hemdale une centaine de films pour une recette cumulée de plus de 1,5 milliard de dollars.
En 1974, le promoteur de boxe Don King qui cherchait à promouvoir le combat poids lourds entre Mohamed Ali et George Foreman prend contact avec Daly qui, avec la collaboration de Video Techniques Inc. (dont King était le directeur), devient le copromoteur du combat.
Avec ses compagnies, Daly aura totalisé 21 nominations aux Oscars et aura remporté 13 Oscars, dont deux Oscars du meilleur film consécutifs pour Platoon (1986) et Le Dernier Empereur (1987).
Nombre de ses films ont également été récompensés aux Golden Globe Awards, au Festival de Cannes, à la Berlinale, aux Independant Spirit Awards et bien d'autres manifestations.
Il avait quatre enfants : Jenny, Michael, Julian et Timothy.